# Anna Chandy
Anna Chandy (1905-1996), também conhecida como Anna Chandi, foi uma advogada, política, feminista e magistrada indiana. Chandy foi a primeira mulher a ocupar o cargo de juíza na história da Índia, bem como a primeira a ser juíza de um tribunal superior no país. De fato, foi a primeira mulher juíza em todo o mundo anglo-saxão, décadas antes da britânica Elizabeth Lane.
Anna Chandy nasceu em 1905 e foi criada em Trivandrum, sendo seguidora do Cristianismo Sírio. Em 1926, após concluir uma pós-graduação, tornou-se a primeira mulher em seu estado a receber um diploma de Direito. A partir de 1929, passou a advogar, promovendo ao mesmo tempo a causa dos direitos das mulheres, nomeadamente através da Shrimati, uma revista que fundou e editou.
Muitas vezes descrita como uma "primeira geração de feministas", Chandy fez campanha para a Assembleia Popular de Shree Mulam em 1931. Ela enfrentou hostilidade, tanto de seus concorrentes quando de jornais, mas foi eleita para o período de 1932 a 1934.
Chandy foi designada uma munsif em Travancore em 1937. Isso fez dela a primeira mulher juíza na Índia e, em 1948, foi promovida ao cargo de Juíza Distrital. Empossada juíza do Alto Tribunal de Kerala em 9 de fevereiro de 1959, tornou-se a primeira mulher juíza em um tribunal superior indiano; ela permaneceu no cargo até 5 de abril de 1967.
Em sua aposentadoria, Chandy integrou a Comissão de Direito da Índia e escreveu uma autobiografia intitulada Atmakatha (1973).